# Miquel Medir
Miquel Medir fou mestre de capella de Canet de Mar el 1760 i entre 1792 i 1793.

## Biografia
Miquel Medir va entrar a residir a la comunitat de les preveres de Sant Pere i Sant Pau de Canet de Mar després de 1738. El seu successor com a mestre de capella fou Josep Saurí, el qual assumí el magisteri entre 1793 i 1834.
El 1788 fou l'examinador de Joan Oller i Matas, que juntament amb Miquel Bassols i Nicolau Guanyabens van concedir la plaça de contralt al candidat.